# Бронников, Владимир Николаевич
Влади́мир Никола́евич Бро́нников (род. 5 апреля 1958) — советский украинский легкоатлет, специалист по бегу на короткие дистанции. Выступал на всесоюзном уровне в конце 1970-х — начале 1980-х годов, чемпион СССР, победитель первенств всесоюзного и республиканского значения. Представлял Одессу и физкультурно-спортивное общество «Динамо».

## Биография
Владимир Бронников родился 5 апреля 1958 года. Занимался лёгкой атлетикой в Одессе, выступал за Украинскую ССР и физкультурно-спортивное общество «Динамо».
Впервые заявил о себе в сезоне 1977 года, когда вошёл в состав советской сборной и выступил на юниорском европейском первенстве в Донецке — в беге на 200 метров дошёл до финала и установил свой личный рекорд 21,50, тогда как в программе эстафеты 4 × 100 метров вместе с соотечественниками занял в решающем забеге четвёртое место.
В 1978 году на чемпионате СССР в Тбилиси с украинской командой одержал победу в эстафете 4 × 200 метров.
В 1979 году в беге на 100 метров выиграл соревнования в Одессе и Тбилиси.
На чемпионате СССР 1980 года в Донецке завоевал серебряные награды в дисциплине 200 метров, а также в эстафетах 4 × 100 и 4 × 200 метров.
В 1981 году на всесоюзных соревнованиях в Риге установил личный рекорд в беге на 100 метров — 10,40. На чемпионате СССР в Москве победил в эстафете 4 × 200 метров.